# 2年B組仙八先生
『2年B組仙八先生』（2ねんBぐみせんぱちせんせい）は、TBS系列で1981年4月17日から1982年3月26日まで毎週金曜日20:00 - 20:55（JST）に放送された日本の学園ドラマ。主演はさとう宗幸。
『桜中学シリーズ』の4作目にあたる。『3年B組金八先生』の姉妹編として全45話が放送された。

## 概要
伊達仙八郎が担任する2年B組の生徒達との交流や悩み事などを取り上げた。2021年現在、映像ソフト化はされていない。前年放送の『1年B組新八先生』、後番組の『3年B組貫八先生』とは舞台、設定、一部の登場人物、生徒の学年度（昭和42年度生まれ）などを共有するが、生徒の顔ぶれが一新されるなど辻褄の合わない部分も多い。また、『1年B組新八先生』の生徒の一部が、他クラスの生徒として7・9・22話に出演している。

## 出演

### 教職員
| 役名・教科          | 演者・他作品        | 備考 |
| ------------------- | ------------------- | --- |
| 伊達仙八郎 （国語） | さとう宗幸 （音）   | 山の手の中学校より転任し、問題児が多い2年B組の担任を担当するが、 持ち前の粘り強さでクラスを徐々にまとめ上げる。宮城県出身東北学院大学卒。独身                              |
| 君塚美弥子 （校長） | 赤木春恵 （金新貫） | |
| 野村孝一郎 （教頭） | 早崎文司 （金新貫） | |
| 細川安子 （英語）   | 宮崎美子 （音）     | 2年B組副担任・マドンナ的存在。あだ名は「アンコ先生」。熊本大学卒業と同時に赴任。 明るい性格で人気者だったが、2学期中旬に負傷し治療のため熊本に戻る。21話迄と最終話に出演。 |
| 榊原解子 （英語）   | 川口雅代 （音）     | 細川の後任でマドンナ役。あだ名は「かいこ先生」。24 - 最終話に出演。 |
| 内藤 （理科）       | 加藤武              | 2-A、学年主任。少々、頑固な性格。あだ名は「キンマチ」。 |
| 河島善行 （社会）   | 河原崎長一郎 （新） | 2-C。（新）では、国語を担当していた。 |
| 平野玲子 （数学）   | 佐藤オリエ （新）   | 2-D担任。（金‐2）「腐ったミカンの方程式」の中で、加藤の特別補修授業を行なうに当たり 拒否した乾の代理に川村より「平野はどうでしょうか」という提案が出た。                   |
| 桐原 （養護）       | 水野久美            | |
| 田中洋介 （美術）   | 斎藤洋介 （新）     | 気弱な性格で生徒に舐められることも多いが、美術をこよなく愛する。 |
| 桜井 （体育）       | 大森暁美 （貫）     | 穏やかな印象。 |
| 作田 （体育）       | 金子研三 （貫）     | 野球部顧問。背が高く声が大きめ。 |
| 国井美代子 （理科） | 茅島成美 （金）     | 3-C担任。男子生徒に中井が接近していると知って心配をする。（35話のみ） |
| 川村由子 用務主任   | 三木弘子 （金新）   | |

#### 生徒
| 名前       | 演者・他作品   | 備考 |
| ---------- | -------------- | --- |
| 会田道子   | 山中圭子       | 体育の成績がずば抜けて良い。 |
| 朝倉友子   | 川崎由美子     | 1学期半ばで両親が離婚。 |
| 上原真美   | 中井三枝       | 寡黙な性格で周囲と距離を置く。 |
| 岡崎節子   | 粕谷まゆみ     | |
| 桂木由子   | 工藤麻子       | 隣りのクラスの田上三郎と交際。 |
| 高坂ひとみ | 三田寛子（音） | 受験の為、京都から転入。おっとりしたタイプの優等生。 |
| 小林悦子   | 井上結花子     | 美大を目指している。 |
| 杉下千春   | 杉山佳子       | 小柄な事を気にしている。家は薬局を経営。 |
| 千野朔子   | 和智友希       | 28話で転入。団地に居住。 |
| 遠山典子   | 小林千衣子     | 社宅で隣りどうしの松本と張り合う。 |
| 中井秀子   | 坂川由花       | 24話で転入。上級生と交際する。 |
| 林和子     | 石川和代       | 1学期の学級委員。両親ともに教員。 |
| 深見さやか | 最上弥生       | |
| 藤田久子   | 有元瑞枝       | |
| 堀内里香   | 中川美加       | |
| 望月万里子 | 荒牧照美       | 背が高い。 |
| 宮下早奈江 | 三木香代子     | 家はタバコ屋。 |
| 渡辺珠子   | 永井由里子     | 生徒会役員に立候補するが落選。 |
| 秋山守     | 叶屋博基       | 24話で何の説明も無く突然姿を消す。 |
| 泉田太     | 井上弘之       | 23話で転校。 |
| 上田夏彦   | 本田恭章（音） | 24話より転入。優等生タイプの美少年だが、寡黙で友達を作らない態度で、前川・森田たちのグループと対立していた。両親に対してはおとなしい良い子を演じていたが、転校が度重なり、逆に両親を憎んでいた。年度末に他校の番長グループにナイフを向けてしまう。                           |
| 小沢啓一郎 | 山口雅己       | 私立中学校の転入試験に合格し23話で転出。 |
| 加治至     | 戸張雅仁       | 魚屋の息子。将来は料理人になりたい。 |
| 神田勇     | 岩本宗規       | 28話で転入。3学期学級委員 |
| 黒部寿人   | 布川敏和（音） | つっぱりグループに属しているが、性格はおとなしい方。 |
| 佐々倉順次 | 斎藤利和       | 母を亡くし、父と弟妹と4人暮らし。 |
| 田所吾一   | 伊藤彰憲       | 成績が中程度であることを悩む。 |
| 津久見慈念 | 岩崎法丈       | 父は僧侶でPTA役員。 |
| 泊獏       | 大矢謙二       | 少々、気弱な性格。 |
| 永原敏彦   | 梅山明彦       | 野球部のエースピッチャー。 |
| 西野公一   | 川原田新一     | 14話で何の説明も無く突然姿を消す。 |
| 橋本徹     | 峰岸大地       | 28話で転入。父と団地で暮らしている |
| 花村寛次   | 長谷川誉       | 弟妹が多い。 |
| 福井博     | 内田太嗣       | 小沢に次いで成績優秀。 |
| 前川克也   | 薬丸裕英（音） | 小学校時代は優等生だったが、父親の死をきっかけに心を閉ざすようになり、母親や先生に反抗的な態度をとっていた。細川安子への恋心、同級生との交流で徐々に心を開くようになっていたが、母親の急逝で心のバランスを失う。母親の死の経緯を上田に侮辱され、上田をナイフで刺してしまう。 |
| 松本賢三   | 大嶋一郎       | 社宅で隣りに住む遠山と張り合う。最終話から2年後(卒業の翌年)に覚醒剤に手を出してしまう。 |
| 森田すばる | 本木雅弘（音） | 少々、つっぱっている。女子高生に恋をする。 |
| 横田厚幸   | 塚田康宏       | 短髪。前川・森田の子分的存在。 |

- 演者・他作品・備考欄の（金）は『金八』、（新）は『新八』、（貫）は『貫八』にも出演している者。（音）は『桜中学大音楽会』での楽曲披露者。
- 名前欄の太字は途中2年B組に転入してきた者を意味する。

### 座席表
|                 | （橋本）        | 森田 （中井） | 西野 （神田） | 横田 （望月） |
| 黒部            | 佐々倉 （永原） | 永原 （森田） | 前川          | 望月 （千野） |
| 会田            | 堀内            | 林            | 小林          | 上原          |
| 秋山 （佐々倉） | 小沢 （横田）   | 福井          | 松本          | 津久見        |
| 渡辺            | 遠山            | 深見          | 岡崎          | 高坂          |
| 花村            | 加治            | 田所          | 泊            | 泉田 （上田） |
| 杉下            | 藤田            | 朝倉          | 桂木          | 宮下          |
| 教卓            |                 |               |               |               |

※（）は後期に座席移動や転入・転校等で席の入れ替わった者の座席を示す。

### その他
- 大森 - 鈴木正幸
- 下宿の主人・馬田渚 - なぎら健壱

「おふくろ」という大衆食堂を経営している。
- 下宿のおかみ・馬田久麻子 - 日向明子
- 高橋（仙八の小学校時代の恩師） - 原保美
- 森田が恋した女子高生・手代木理沙 - 中島はるみ
- 楓中学の番長 - 鈴木秀一

## スタッフ
- 脚本 - 重森孝子
- 主題歌 - さとう宗幸「萌ゆる想い」
  - 挿入歌 - 榊原まさとし（ダ・カーポ）「不良少女白書」（作詞・作曲・さだまさし）
- プロデューサー - 柳井満、佐藤虔一
- 制作 - TBSテレビ

## 放送日程
| 各回   | 放送日        | サブタイトル             | 演出     |
| ------ | ------------- | ------------------------ | -------- |
| 第1回  | 1981年4月17日 | 教科書なんか焼け！（1）  | 和田旭   |
| 第2回  | 4月24日       | 教科書なんか焼け！（2）  | 和田旭   |
| 第3回  | 5月1日        | 金で買えない幸福         | 大岡進   |
| 第4回  | 5月15日       | 2年B組喧嘩作戦           | 生野慈朗 |
| 第5回  | 5月22日       | 両親をみつめる目         | 柳井満   |
| 第6回  | 5月29日       | 15点の中間テスト         | 和田旭   |
| 第7回  | 6月5日        | 交換日記                 | 大岡進   |
| 第8回  | 6月12日       | 作文・二年後の私         | 生野慈朗 |
| 第9回  | 6月26日       | 不良少女白書             | 柳井満   |
| 第10回 | 7月3日        | 学力向上（秘）作戦       | 和田旭   |
| 第11回 | 7月10日       | 真の友情をつかめ！       | 大岡進   |
| 第12回 | 7月17日       | 学級委員なんていや       | 生野慈朗 |
| 第13回 | 7月24日       | 成績表の見方             | 柳井満   |
| 第14回 | 8月7日        | 僕だけの先生             | 和田旭   |
| 第15回 | 8月14日       | 仙台ふる里旅行（1）      | 生野慈朗 |
| 第16回 | 8月21日       | 仙台ふる里旅行（2）      | 大岡進   |
| 第17回 | 8月28日       | さよなら僕の初恋         | 生野慈朗 |
| 第18回 | 9月4日        | 新学期休みボケ退治       | 柳井満   |
| 第19回 | 9月11日       | 僕だけの先生（2）        | 和田旭   |
| 第20回 | 9月18日       | さようなら安子先生（前） | 生野慈朗 |
| 第21回 | 9月25日       | さようなら安子先生（後） | 生野慈朗 |
| 第22回 | 10月9日       | 生徒会長君に決定         | 大岡進   |
| 第23回 | 10月16日      | 2Bさよなら日報           | 和田旭   |
| 第24回 | 10月23日      | 新しい先生・新しい友達   | 柳井満   |
| 第25回 | 10月30日      | 自殺の通信               | 生野慈朗 |
| 第26回 | 11月6日       | ひろわれた友情           | 大岡進   |
| 第27回 | 11月13日      | 不良少女白書（2）        | 和田旭   |
| 第28回 | 11月20日      | 不良少女白書（3）        | 和田旭   |
| 第29回 | 11月27日      | ナイフは俺の友達         | 柳井満   |
| 第30回 | 12月4日       | 偏差値の暴力             | 生野慈朗 |
| 第31回 | 12月11日      | 捨てられた答案用紙       | 大岡進   |
| 第32回 | 12月18日      | 先生からの贈物           | 和田旭   |
| 第33回 | 12月25日      | 通知表は愛の通信         | 柳井満   |
| 第34回 | 1982年1月8日  | 自分の言葉に責任を       | 生野慈朗 |
| 第35回 | 1月15日       | 二年生と三年生と         | 大岡進   |
| 第36回 | 1月22日       | あの人に飛びつきたい     | 和田旭   |
| 第37回 | 1月29日       | 嘘つき!!                 | 生野慈朗 |
| 第38回 | 2月5日        | 普通の子の反乱           | 大岡進   |
| 第39回 | 2月12日       | オヤジがなんだ           | 生野慈朗 |
| 第40回 | 2月19日       | 少年の日．その孤独（1）  | 和田旭   |
| 第41回 | 2月26日       | 少年の日・その闘い（2）  | 大岡進   |
| 第42回 | 3月5日        | 少年の日、その苦悩（3）  | 生野慈朗 |
| 第43回 | 3月12日       | 少年の日・その別れ（4）  | 和田旭   |
| 第44回 | 3月19日       | さよならの向こうへ       | 大岡進   |
| 最終回 | 3月26日       | さよなら仙八先生         | 大岡進   |
| SP     | 1984年4月6日  |                          | 柳井満   |

## 放送局
当時のTBS系列局
金曜 20：00 - 20：55、同時ネット
- TBS（制作局）
- 北海道放送[2]
- 青森テレビ[3]
- 岩手放送[3]
- 東北放送[3]
- 新潟放送[4]
- テレビ山梨[5]
- 静岡放送[5]
- 中部日本放送[6]
- 毎日放送[7]

- 山陰放送[8]
- 山陽放送[9]
- 中国放送[9]
- テレビ山口[10]
- テレビ高知[11]
- RKB毎日放送[12]
- 大分放送[10]
- 宮崎放送[13]
- 南日本放送[13]
- 琉球放送[14]

- 前番組の『3年B組金八先生』第2シリーズの時点で信越放送、北陸放送、長崎放送、熊本放送、宮崎放送、南日本放送、琉球放送の7局は日本テレビ『太陽にほえろ!』を同時ネットしてきたが、このうち宮崎放送、南日本放送、琉球放送の3局は『仙八先生』のスタートとともに当番組の同時ネットに切り替えた。

遅れネット
- 福島テレビ：土曜 16:00 - 16:55 （1983年6月 - 1984年7月）[15]

## エピソード
- 主演のさとうは、最初「役者になろうと思ったことも無かった」として本作のオファーを断っていた。しかしプロデューサーの柳井満とチーフディレクターが名古屋市内のさとうのコンサート会場に直接出向いて終演後に楽屋に姿を見せ「もう一度考えてくれませんか」と頭を下げられる。この姿勢にさとうは「人として誠意を見せなければいけない」と最後にはこのオファーを受けることになった。ところが第1回の収録前に台本の読み合わせをした際に、声が出ていなかったこともあってディレクターたちから「今回だけはミスキャストだったかも知れない」と思われたことを後日聞いたという。しかし制作サイドからは「さとうさんそのままでやってくれればいい」と細かい指導などは無く、本作に「等身大の自分で立ち向かえた」という。そして放送開始後、本作の生徒役と同世代の視聴者から「（自分の知っている）あの先生に似ている」「身近な先生みたいだ」などといった好感的な意見があったことを伝えられ、さとう自身には「それが一番うれしい褒め言葉で、後押しにもなった」と話している[16]。
- 本木、薬丸、布川、三田、本田のデビュー作。
- 当初は1981年9月までの半年間の予定で開始されたが、視聴率が良かったことと後番組の調整（『*年B組*八先生』）がつかず、通年番組に変更された。そのため、宮崎が降板、後番組に出演が決まっていた川口が後任として24話から赴任したり、同じく本田が転校生として、そのほか生徒4人が近くに大型マンションが完成したとの設定で11月（28話）から登場した。
- 「シブがき隊」は当初4人であったが、叶屋博基が途中降板し、本木、布川、薬丸の3人組になった。「シブがき隊」と名乗る前、雑誌などで「仙八トリオ」「シブがきトリオ」と呼ばれていた。
- 1984年4月にスペシャル版が放映。桜中学シリーズの中では、メインの『3年B組金八先生』シリーズ以外では唯一スペシャル版の制作となった。
- 渋谷すばるは、森田すばるから名付けられた。渋谷の母が好きなドラマであり、本来は「昴」と名付けるはずだったが、当時人名用漢字ではなかったため、平仮名となった。
- 西野公一役の川原田新一が2学期に入る前の14話で突然降板し、理由が謎であったためさまざまな憶測がされた（夏休みロケで前川役の薬丸と喧嘩をするシーンがあり、川原田の出演シーンがそこで最後になったため、本気の殴り合いをして薬丸の所属していたジャニーズ事務所に干されたのではないかとインターネット上などで噂になっていた）。長い沈黙を破り、2020年3月6日放送TBS「爆報! THE フライデー」に川原田がVTR出演し真相を語った。ドラマ内で不良役であったが実生活もかなり荒れた生活をしており、不良仲間の母親から「息子が川原田によって不良の道に引きずりこまれた。そんな人間をテレビに出していいのか」とクレームの電話があり、他の生徒役の子供たちへの影響を考えたスタッフが川原田を降板させたのだった。自身のブログでもこの件に触れている[17]。